# Nonaborano

Nonaborano-15, aracno-nonaborano ou simplesmente nonaborano é o composto químico de fórmula molecular B
9H
15
. Esse composto é um líquido oleoso de cor amarelada com ponto de fusão de -20°C, relativamente instável e muito reativo, redutor, altamente inflamável que queima com uma chama verde brilhante devido ao espectro de emissão do boro. B
9H
15
 pertence a uma família de compostos de boro e hidrogênio (hidretos de boro) conhecidos como boranos.

## Estrutura

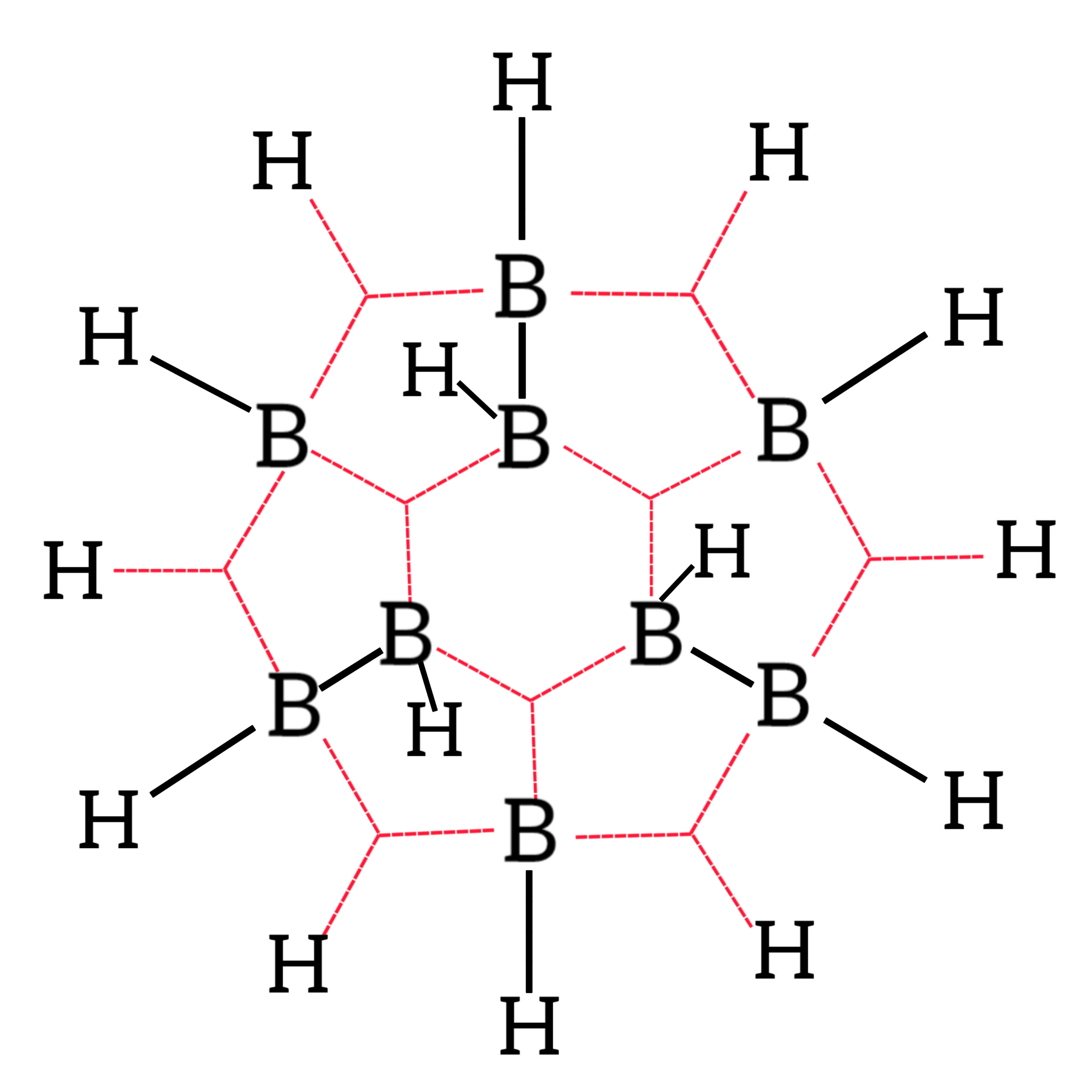
Estrutura do Nonaborano-15. Ligações covalentes convencionais representadas em preto, e ligações 3c-2e mostradas em vermelho.

B
9H
15
 é um aracno-borano, ou seja, um borano que possui a fórmula geral BnHn+6. Assim como em outros compostos do tipo borano, esse composto é deficiente em elétrons, de forma que as ligações químicas entre seus átomos não podem ser explicadas por ligações covalentes convencionais semelhantes às observadas em substâncias mais comuns como os hidrocarbonetos, sendo melhor explicadas em termos de ocorrência de ligações três centros dois elétrons (3c-2e). Sua estrutura pode ser considerada como uma forma de “tigela” aberta derivada de um icosaedro por remoção de três vértices conectados que formavam uma das faces triangulares. Nessa estrutura, os átomos de boro são conectados entre si por meio de três ligações covalentes simples B–B e três ligações tricentradas B-B-B em híbrido de ressonância entre si. Cada átomo de boro está também ligado a um hidrogênio, formando uma ligação simples B–H. A estrutura é completada também por seis hidrogênios que margeiam as bordas do fragmento icosaédrico, cada um ligado entre dois átomos de boro por ligações 3c-2e.

## Síntese
O nonaborano é gerado como um intermediário em processos que visam obter o hexaborano-10 a partir do pentaborano-9. Um método com um bom rendimento (em torno de 55%) consiste na conversão catalítica do vapor de pentaborano sobre uma superfície de hexametilenotetramina (HMTA, (CH
2)
6N
4
) depositada por ressublimação sobre vidro na ausência de ar. HMTA atua como o catalisador nesta reação.
4B
5H
9  →  2B
9H
15
 + B
2H
6

Nonaborano é fracamente ácido, podendo sofrer desprotonação na presença de bases apropriadas:
B
9H
15
 + NaNH
2
  →  Na[B
9H
14] + NH
3